# 충원구

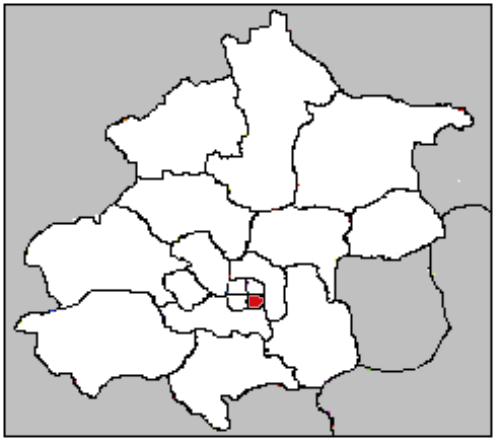
충원구의 위치

충원구(한국어: 숭문구, 중국어: 崇文区, 병음: Chóngwén Qū)는 중화인민공화국 베이징시에 존재했던 행정 구역이다. 지금은 둥청구의 일부이다. 넓이는 17km2이고, 인구는 2007년 기준으로 340,000명이다.
충원구는 천안문을 중심으로 남동쪽에 위치해 있었다. 중국 공산당 정권이 들어서기 전까지 충원구와 쉬안우구에는 많은 빈민들이 살고 있었다.

## 행정 구역
7개 가도를 관할한다.
- 가도:
  - 前门街道
  - 崇文门外街道
  - 东花市街道
  - 龙潭街道
  - 体育馆路街道
  - 天坛街道
  - 永定门外街道